# Iso-Hyypiö
Iso-Hyypiö eller Hyypiöjärvi är en sjö i Finland. Den ligger i kommunen Kuusamo i landskapet Norra Österbotten, i den nordöstra delen av landet, 700 km norr om huvudstaden Helsingfors. Iso-Hyypiö ligger 263,8 meter över havet. Den är 26,17 meter djup. Arean är 78,2 hektar och strandlinjen är 6,16 kilometer lång. Sjön  ingår i Koundaälvens huvudavrinningsområde. 